# Iodeto de acetila
Iodeto de acetila, C2H3IO, também conhecido como iodeto de etanoíla, é um iodeto ácido (também conhecido como iodeto de acila) derivado do ácido acético (ácido etanóico).